# Sèpsia puerperal
Es denomina sèpsia puerperal o febre puerperal a un procés infecciós septisèmic i greu que afecta a tot l'organisme i que desencadena una resposta inflamatòria general, que pot afectar tant a les dones després d'un part o un avortament com al nounat. És habitualment causat per gèrmens —com el Streptococcus agalactiae, Streptococcus pyogenes o Escherichia coli— que colonitzen i infecten el tracte genitourinario durant l'expulsió del fetus o ovòcit. Aquesta infecció era molt habitual en els parts hospitalaris de mitjan segle XIX a causa de la falta d'higiene del personal que els assistia.

## Antecedents històrics
Fins a mitjan segle xix no es van esbrinar les causes d'aquest procés infecciós. El metge hongarès Ignác Semmelweis va realitzar entre 1847 i 1856 una sèrie d'estudis epidemiològics en la Maternitat de Viena que li van portar a la conclusió que la causa estrebava en una higiene deficitària dels metges que assistien les parteres. Malgrat l'evidència la medicina oficial no tindrà en compte les seves troballes fins als últims anys del segle xix, quan es demostri la naturalesa etiológica de les malalties infeccioses mitjançant els estudis de Pasteur i Lister.
La mortalitat per aquesta malaltia en l'època de Semmelweis va fregar en alguns moments el 96%.

## Quadre clínic
Amb la invasió de l'endometri, la infecció s'estén a la circulació limfàtica i al torrent sanguini. Això provoca un quadre de septicèmia: febre alta i afectació de l'estat general. També poden produir-se complicacions locals com cel·lulitis pelviana, tromboflebitis pelviana d'origen sèptic, peritonitis o abscessos pelvians. La transmissió es produeix habitualment des del personal sanitari portador del microorganisme que atén el part. Amb major freqüència es tracta d'estreptococs del grup B, encara que també pot produir-se per microorganismes anaerobis.
Sovint la sèpsia puerperal s'acompanya amb signes de xoc: taquicàrdia amb pols feble, hipotensió, fredor cutània, malament estat general i oligúria.

## Morts per sèpsia puerperal
- Isabel de York, regna consort d'Anglaterra, esposa d'Enrique VII i mare del futur Enrique VIII.
- Jane Seymour, regna consort d'Anglaterra, mare de l'únic fill home del rei Enrique VIII
- Jean Webster, escriptora nord-americana.
- Lucrecia Borja, de la Família Borja i filla del papa Alexandre VI (Roderic Llançol i de Borja). Va morir en contreure febre puerperal després del part del seu vuitè fill als 39 anys.
- Alicia de Walker, dona d'una família acomodada d'Anvers. Va morir després de donar a llum al seu cinquè fill.